# Almex

Altes Logo von Höft & Wessel

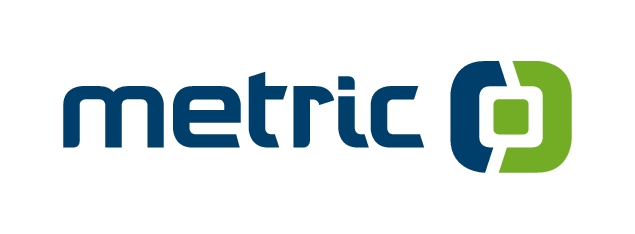
Altes Logo von METRIC

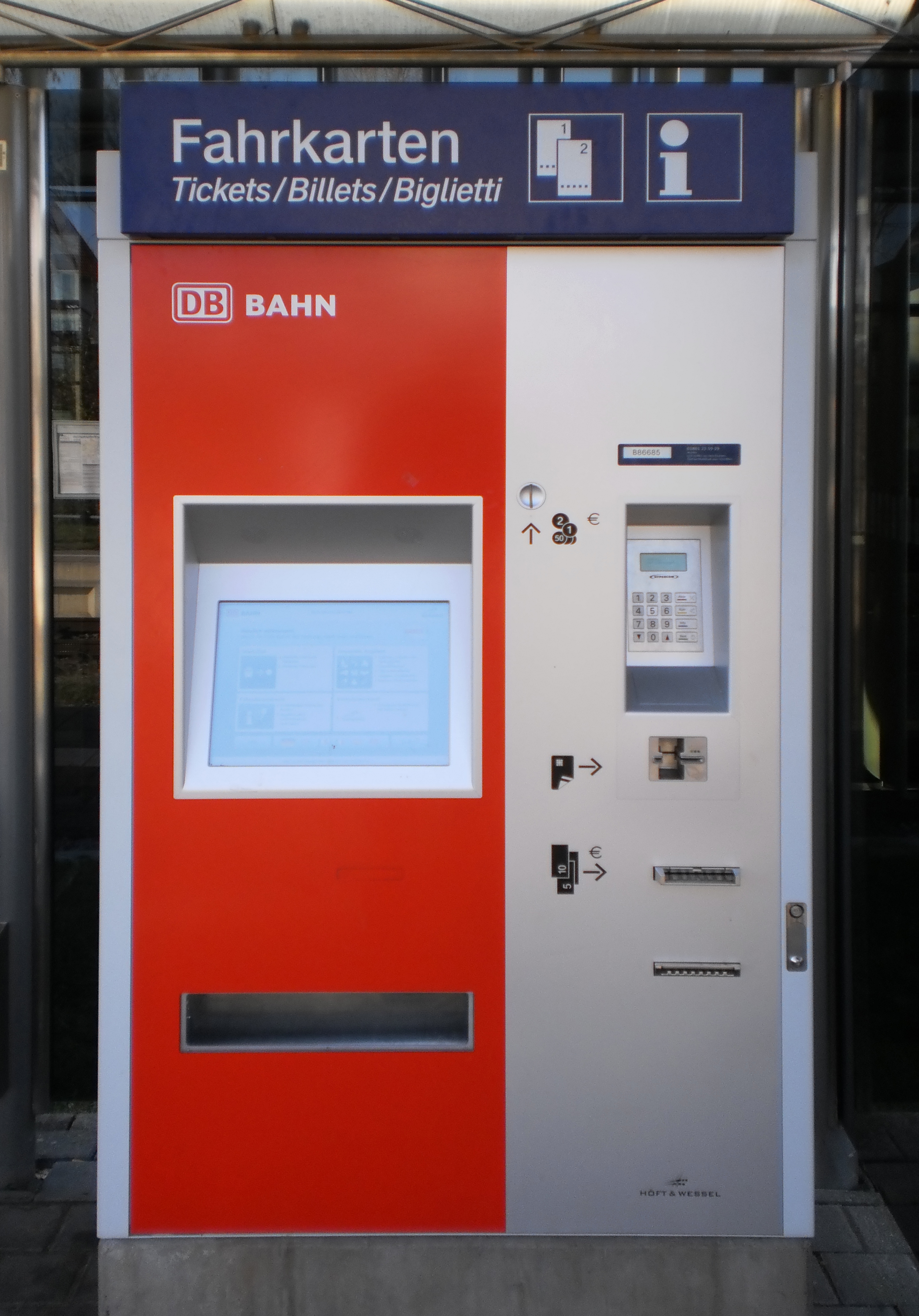
Regionaler Ticketautomat der Deutschen Bahn

Die Almex GmbH (bis 2015 Höft & Wessel AG, 2015 bis 2017 METRIC mobility solutions AG) ist ein deutsches Informationstechnik-Unternehmen und Tochtergesellschaft der DuTech Holdings Ltd. mit Sitz in Shanghai. Der Geschäftsbereich Retail & Logistics stellt mobile Datenerfassungsgeräte für Handel und Logistik sowie Kassen und der Geschäftsbereich Public Transport Fahrkartenautomaten, elektronische Fahrscheindrucker, Check-in-Automaten oder Mautstellen-Terminals her. Früher wurden im Geschäftsbereich Parking Systems auch Parkautomaten und Parkraumsysteme angeboten.

## Geschichte
Das Unternehmen wurde 1978 von Michael Höft und Rolf Wessel gegründet. Die 1980 gegründete Höft & Wessel GmbH wurde 1998 in die Höft & Wessel AG umgewandelt, die im selben Jahr an den Neuen Markt der Frankfurter Wertpapierbörse ging. Dies gelang unter anderem durch einen Großauftrag zur Lieferung von Fahrkartenautomaten an die Deutsche Bahn AG. Im Zuge dessen wurde die Englische Firma Metric für 20 Millionen Euro übernommen, die bis dahin Lösungen für Parksysteme und Parkautomaten herstellte und damit in Großbritannien größter Anbieter war. Ab 2003 gehörte die Aktie zum Marktsegment Prime Standard. Höft & Wessel war im niedersächsischen Aktienindex NISAX20 notiert.
Im Jahr 2011 erzielte Höft & Wessel einen Verlust von fast 11 Millionen Euro bei rund 88 Millionen Euro Umsatz, was 2012 zur Entlassung von rund 90 der 300 Beschäftigten in der Hauptniederlassung in Hannover führte.
Im Jahr 2013 übernahm die Droege International Group AG die Aktienmehrheit und strebte mit Unterstützung der eigenen Beratungsgesellschaft einen Turnaround des Unternehmens an. Das Unternehmen konnte jedoch kein positives EBIT erreichen. Das Eigenkapital war bereits im Jahr 2014 wieder vollständig aufgebraucht.
2015 wurde die Höft & Wessel AG in METRIC mobility solutions AG umbenannt. 2015 gab die Deutsche Bahn AG einen Großauftrag für 12.000 MTx-Geräte, eine Basis für universelle Zugbegleiter-Geräte, an die Höft & Wessel AG.
Das Unternehmen meldete am 28. Juni 2016 Insolvenz in Eigenverwaltung („Schutzschirmverfahren“) an. Das gesamte operative Geschäft wurde im September 2016 an den in Singapur ansässigen Dutech-Konzern verkauft; die Tätigkeit der METRIC mobility solutions AG besteht seitdem nur noch in der Abwicklung des Insolvenzverfahrens. Unter Dutech wurde die Firma auf einen deutschen Teil, der in Hannover einen Neustart mit 120 Beschäftigten mit der bereits vorher bekannten Marke Almex durchführte, und einen britischen Teil mit 170 Beschäftigten als Metric gespalten.
Almex konzentriert sich seit der Neustrukturierung überwiegend auf Angebote im öffentlichen Personenverkehr (Abteilung Public Transport) mit Neukonzipierungen wie verbesserten Münzverarbeitungen, weiterentwickelten Fahrkartenentwertern und dem Einzelhandel (Abteilung Retail & Logistics) wie Selbstkassier-Theken oder Lösungen für Lagerlogistik. Eine vollumfängliche Planungs- und Durchführungssoftware für den Nahverkehr wird mit mehreren Bausteinen unter dem Namen optima vertrieben. Mit der Deutschen Bahn AG konnte erneut eine Partnerschaft zur Weiterentwicklung der Automatengeneration getroffen werden.
Gegenwärtig sind immer noch mehrere Tausend Exemplare der Regionaler Ticketautomat-Generation (RTA) bei der Deutschen Bahn AG in Betrieb, die ab 2006 die Generation Neuer Ticketautomat (NTA) ablöste. Während der NTA nur Fahrkarten des Fernverkehrs verkaufte, war die Neuerung beim RTA eine Integration des Nahverkehrtarifs, der bis dahin meist durch separate Fahrscheinautomaten verkauft wurde. Almex bietet eine Weiterentwicklung des RTA als almex.station sowie bargeldlose Ticketautomaten als cashless und mobile.cashless am Markt an.

## Beteiligungen
An folgenden Unternehmen war Metric bzw. Höft & Wessel bis Oktober 2016 jeweils zu 100 % beteiligt:
- Höft, Wessel & Dr. Dreßler GmbH, Leipzig (Deutschland) (Vertrieb mobiler Datenerfassungsgeräte)
- Metric Group (Schranken und Bezahlautomaten für die Parkraumbewirtschaftung)
  - Metric Group Holdings Ltd., Swindon (England)
  - Metric Group Ltd., Swindon (England)
  - Metric Group Inc., New Jersey (USA)